# Tuyến Skene
Trong giải phẫu người nữ giới, tuyến Skene (/skiːn/ SKEEN; hoặc tuyến tiền liệt nữ) là các tuyến có vị trí tại thành ngoài của âm đạo, xung quanh nửa thấp phía dưới của niệu đạo. Chúng tiết dịch vào niệu đạo và  vùng gần lỗ niệu đạo và có thể gần hoặc là một phần của điểm G. Những tuyến này được bao quanh bởi các mô (bao gồm một phần của âm vật) mà chạm đến bên trong âm đạo và chứa đầy máu khi hưng phấn tình dục.